# Ешпіню
Ешпі́ню (порт. Espinho; МФА: [ʃ.ˈpi.ɲu]) — муніципалітет і місто в Португалії, в окрузі Авейру. Розташований у північно-західній частині країни, на березі Атлантичного океану, на теренах історичної португальської провінції Бейра. Належить до Авейрівської діоцезії Католицької церкви в Португалії. Права міського самоврядування має з 1899 року. Поділяється на 4 парафії. За адміністративним поділом, чинним до 1976 року, був складовою провінції Берегове Дору. Площа муніципалітету — 21,06 км², населення муніципалітету — 31786 ос. (2011); густота населення — 1509,31 осіб/км²
. Патрон — Діва Марія. Святковий день муніципалітету — 16 червня. Поштовий індекс — 4500.  Код місцевої адміністративної одиниці — 0107. Складова статистичного регіону Північ.

## Назва
- Ешпі́ню (порт. Espinho, МФА: [ʃ.ˈpi.ɲu], Шпі́ню, «колючка, рибна кістка») — сучасна назва.
- Еспі́ньо (ісп. і порт. Espinho) — іспанська і старопортугальська назви.

## Географія
Ешпіню розташоване на північному заході Португалії, на заході округу Авейру.
Місто розташоване за 40 км на північ від  міста Авейру.
Ешпіню межує на півночі з муніципалітетом Віла-Нова-де-Гая, на сході — з муніципалітетом Санта-Марія-да-Фейра, на півдні — з муніципалітетом Овар. На заході омивається водами Атлантичного океану.

### Клімат
| Клімат Ешпіню           | Клімат Ешпіню | Клімат Ешпіню | Клімат Ешпіню | Клімат Ешпіню | Клімат Ешпіню | Клімат Ешпіню | Клімат Ешпіню | Клімат Ешпіню | Клімат Ешпіню | Клімат Ешпіню | Клімат Ешпіню | Клімат Ешпіню | Клімат Ешпіню |
| Показник                | Січ.          | Лют.          | Бер.          | Квіт.         | Трав.         | Черв.         | Лип.          | Серп.         | Вер.          | Жовт.         | Лист.         | Груд.         | Рік           |
| Середній максимум, °C   | 13,5          | 14,3          | 16,2          | 17,5          | 19,6          | 22,7          | 24,7          | 25,0          | 24,0          | 20,9          | 16,7          | 13,9          | 19,1          |
| Середня температура, °C | 9,3           | 10,1          | 11,5          | 12,9          | 15,1          | 18,1          | 19,9          | 19,8          | 19,0          | 16,2          | 12,3          | 9,9           | 14,5          |
| Середній мінімум, °C    | 5,1           | 5,9           | 6,8           | 8,3           | 10,6          | 13,5          | 15,0          | 14,6          | 13,9          | 11,4          | 7,9           | 5,9           | 9,9           |
| Днів з опадами          | 14            | 13            | 11            | 10            | 9             | 6             | 2             | 3             | 6             | 10            | 12            | 12            | 108           |
| ----------------------- | ------------- | ------------- | ------------- | ------------- | ------------- | ------------- | ------------- | ------------- | ------------- | ------------- | ------------- | ------------- | ------------- |
| Джерело: www.yr.no      |               |               |               |               |               |               |               |               |               |               |               |               |               |

## Історія
Терени Ешпіню були заселені в римські часи. Проте постійного селища тут не існувало до XVIII століття. Місцеве узбережжя використовувалося рибалками лише для сезонних поселень.
Близько 1776 року в Ешпіню з'явилося постійне селище. У 1840-х роках воно поступово урбанізувалося й перетворилося на один із португальських курортів. 1870 року до Ешпіню проклали залізницю, а 1874 року відкрили місцеву залізничну станцію. Окружна і місцева влада створила транспортну, торговельну і розважальну інфраструктуру. 1886 року за рішенням портуського єпископа місцева каплиця Діви Марії отримала статус церкви.
1889 року португальський уряд утворив на базі селища парафію Ешпіню. 1891 року вона отримала свою управлінську раду.
17 серпня 1899 року, за рішенням Португальського парламенту, король Карлуш надав Ешпіню статус містечка і муніципальні права. Постанова набула чинності 24 серпня, а міські органи влади були сформовані 21 вересня того ж року.
1930 року в центрі Ешпіню була збудована головна Церква Діви Марії-Помічниці.
14 червня 1973 року Ешпіню отримало статус міста.

## Населення
| Кількість мешканців | Кількість мешканців | Кількість мешканців | Кількість мешканців | Кількість мешканців | Кількість мешканців | Кількість мешканців | Кількість мешканців | Кількість мешканців | Кількість мешканців | Кількість мешканців | Кількість мешканців | Кількість мешканців | Кількість мешканців | Кількість мешканців |
| ------------------- | ------------------- | ------------------- | ------------------- | ------------------- | ------------------- | ------------------- | ------------------- | ------------------- | ------------------- | ------------------- | ------------------- | ------------------- | ------------------- | ------------------- |
| 1864                | 1878                | 1890                | 1900                | 1911                | 1920                | 1930                | 1940                | 1950                | 1960                | 1970                | 1981                | 1991                | 2001                | 2011                |
| 5 107               | 5 983               | 7 336               | 9 383               | 12 040              | 13 045              | 15 336              | 17 284              | 20 227              | 23 084              | 29 008              | 32 409              | 34 956              | 33 701              | 31 786              |

## Парафії
1. Анта і Гетін (до 2013: Анта, Гетін)
2. Ешпіню
3. Парамуш
4. Сілвалде

## Пам'ятки
- Церква Діви Марії-Помічниці — католицька церква 1930 року, головний храм Ешпіню.

## Міста-побратими
Ешпіню підтримує дружні стосунки з такими містами:
1. – Брюнуа, Франція (1994)
2. – Бейра, Мозамбік (1999)
3. – Сан-Філіпе, Кабо-Верде (1999)
4. – Лімуейру-ду-Норте, Бразилія (2009)
5. – Віла-Реал, Португалія (2012)